# Egzorcist 2: Heretik
Egzorcist 2: Heretik (eng. Exorcist II: Heretic) je američki horor iz 1977. godine, koji je ujedno i nastavak filma Egzorcist iz 1973. Film je režirao John Boorman, koji je također, zajedno s Williamom Goodhartom, napisao i scenarij za film i to po originalnoj priči Rospoa Pallenberga. Autor originalnog Egzorcista, William Peter Blatty, nije bio uključen u produkciju filma, što je naposljetku dovelo do toga da mu se u filmu odalo priznanje samo za kreaciju likova. Richard Burton glumi egzorcistu, tj. oca Philipa Lamonta u John Boormanovom nastavku Egzorcista. 

## Radnja
Članu klera, kojeg muče problemi vlastite vjere, kardinal dodjeljuje vođenje istrage u svezi smrti oca Merrina (Max von Sydow), koji je ubijen tijekom istjerivanja asirijskog demona Pazuzua iz Regan MacNeil (Linda Blair). I dok Lamont, koji je imao ponešto iskustva s egzorcizmom, Merrina smatra svecem, pokojni svećenik se postumno susreće s optužbama za herezu. Neki visoki crkveni dužnosnici nisu sigurni da je egzorcizam uopće trebao biti izvođen (unatoč činjenici da ga je službeno odobrio lokalni biskup). Merrinove bilješke se smatraju kontroverznim. Naime, crkvene vlasti se pokušavaju modernizirati i zbog toga ne žele priznati da Sotona (u smislu stvarnog zlog entiteta) postoji.
Iako sada već vidno normalna i zbrinuta od strane svoje skrbnice Sharon Spencer (Kitty Winn), koja se brine o njoj dok joj je majka odsutna, Regan nastavlja biti promatrana u psihijatrijskoj ustanovi od strane dr.Jean Tuskin (Louise Fletcher). Ona tvrdi da se ničega ne sjeća, ali Tuskin vjeruje kako je njeno sjećanje samo zakopano i potisnuto. U pokušaju da iskopa njeno sjećanje na egzorcizam ili točnije 
rečeno okolnosti u kojima je otac Merrin poginuo, dr.Tuskin je hipnotizirala djevojku, na koju se potom prikačila pomoću "sinkronizatora" - uređaja koji se koristi za sinkronizaciju moždanih valova dvoje ljudi. Tuskin se nalazi kako telepatski "svjedoči" Reganinom sjećanju na nemile događaje. Ona je toliko preopterećena time da ju Lamont mora spašavati.
Nakon posjeta kuće u Georgetownu, u kojoj je egzorcizam izvođen, Lamont se vraća nazad kako bi se pomoću sinkronizatora spojio s Regan. Svećenika, potom, Pazuzu duhovno odvodi u prošlost kako bi promatrao oca Merrina kako u Africi izvodi egzorcizam na malenom dječaku po imenu Kokumo (James Earl Jones). Saznavši kako je dječak razvio posebne moći kojima se može boriti protiv Pazuzua, koji se manifestira kao roj skakavaca, Lamont putuje u Afriku kako bi potražio pomoć od sada odraslog Kokumoa, pri čemu se oglušuje na zapovijedi svojih nadređenih.
Lamont saznaje kako Pazuzu napada samo određene ljude jer svi oni imaju nekakvu natprirodnu sposobnost, ili su na neki drugi način pomogli drugima. Egzorcizam koji je on sam odradio je bio izvođen nad Meksikankom koja je govorila kako "liječi bolesne". 
Kokumo je postao znanstvenik koji se bavi proučavanjem kako spriječiti rojeve skakavaca da napadaju biljke koje ugajaju ljudi.
Regan, vrlo vjerojatno zbog svog iskustva sa sinkornizatorom, otkriva svoju sposobnost, koja joj omogućava da telepatski dopre u um drugih ljudi; što ona koristi da bi, na primjer, pomogla autističnoj djevojci da progovori. Nadalje, u filmu se otkriva kako je otac Merrin pripadao skupini teologa koji su vjerovali da su posebne, nadnaravne sposobnosti bile zapravo darovi kojeg će jednoga dana dijeliti cijelo čovječanstvo, u jednoj vrsti globalne svijesti (slično idejama Teilharda de Chardina, na kojem je Blatty zapravo i temeljio lik oca Merrina); on je vjerovao da su ljudi poput Kokuma i Regan bili predvodnici ove nove vrste čovječanstva. U jednoj viziji, Merrin moli Lamonta da pazi na Regan
Iz nekog razloga, to tjera Lamonta i Regan na povratak u Georgetown, u staru kuću u kojoj je bila opsjednuta.  Zbog zabrinutosti za Reganinu sigurnost, prethodno spomenute, prate Tuskin i Sharon. Na putu ondje, Pazuzu iskušava Lamonta (a doima se i Sharon) nudeći im neograničenu moć. Međutim, Lamont se odupire tom iskušenju i nastavlja sa svojim originalnim planom. Nadalje, došavši u kuću, na Lamonta i Regan se obrušava jato skakavaca, nakon čega se Pazuzu pojavljuje kao vrlo ljuta verzija same Regan. Lamont, shvaćajući kako se jednostavno mora oduprijeti tom izazovu, izrezuje srce Pazuzuovoj verziji Regan. Nakon prethodno spomenutog Lamontovog djela, Regan protjeruje skakavce (a čovjek bi pretpostavio i Pazuzua), provodeći isti ritual koji je Kokumo koristio kako bi se riješio istih kada su se pojavili u Africi. Izvan kuće, čini se kako je Pazuzu opsjeo Sharon, no ta opsjednutost se brzo riješava i to na način da Sharon izvršava samoubojstvo. Na samom kraju filma, Tuskin predaje skrbništvo nad Regan Lamontu, nakon čega on sam ostaje u kući kako bi odgovorio na policijska pitanja koja će uslijediti.

## Glavne uloge
- Linda Blair kao Regan MacNeil
- Richard Burton kao otac Philip Lamont
- Louise Fletcher kao dr. Gene Tuskin
- Max von Sydow kao otac Merrin
- Kitty Winn kao Sharon Spencer
- Paul Henreid kao kardinal
- James Earl Jones Older Kokumo
- Ned Beatty Edwards

## Nominacije
| Nagrada        | Kategorija | Dobitnik/Nominirani        | Godina                     | Pobjeda |
| -------------- | ---------- | -------------------------- | -------------------------- | ------- |
| Nagrada Saturn | 1978.      | Najbolji glumac - horor    | Richard Burton             | Ne      |
| Nagrada Saturn | 1978.      | Najbolja glumica - horor   | Linda Blair                | Ne      |
| Nagrada Saturn | 1978.      | Najbolji specijalni efekti | Najbolji specijalni efekti | Ne      |

## Produkcija
Egzorcist 2: Heretik, vrlo iščekivani nastavak jednog od financijski najuspješnijih filmova u hollywoodskoj povijesti, je bio najskuplji film koje je Warner Bros. producirao, u to vrijeme. Režiser Boorman je kontaktirao Williama O'Malley kako bi zatražio od njega da reprizira svoju ulogu oca Dyera iz prvog filma (čiji je lik kasnije pretvoren u oca Lamonta); međutim, O'Malley je bio zauzet i nije mogao ponoviti tumačenje tog lika. Nakon toga, Boorman je za tu ulogu odabrao Richard Burton a lik oca Dyera je promijenio u lik oca Lamonta. 
Film je završio kao jedan od najpoznatijih komercijalnih promašaja. Zbog toga što su izvještaji pokazivali kako je film na svojoj premijeri kod publike izazvao smijeh, bio je ubrzo povučen s tržišta i prepravljen od strane Boormana u pokušaju da naraciju filma učini razumljivijom. No, izmijenjena verzija filma, koja je mnogo godina bila jedina dostupna verzija filma, tj. sve do 1990. kada je izdana originalna verzija na video kaseti, nije ništa bolje prošla (neki kritičari su komentirali kako je Boormanovo restrukturiranje film učinilo još nepovezanijim). 

## Reakcija
Dok je većina novinara u svojim recenzijama bila oštra prema filmu, Pauline Kael je uvelike preferirala Boormanov nastavak u odnosu na original, pišući pri tom u svojoj recenziji u New Yorkeru kako je Egzorcist 2 "imao više vizualne magije nego tucet drugih filmova zajedno". U posljednjih nekoliko godina, drugi, značajni obožavatelji filmova Egzorcist, su također počeli hvaliti film. Kim Newman je u Nightmare Moviesima (1988.) godine napisao kako "film ne funkcionira na brojne načine... No, ipak kao i Ennio Morriconeov miks plemenske i liturgijske glazbe, uspjeva biti vrlo interesantan." Režiser Martin Scorsese je izjavio, "Film postavlja pitanje: Donosi li velika dobrota sama po sebi i veliko zlo? To nas vraća na knjigu o Jobu; Bog testira dobrotu. U tom svijetlu, Regan (Linda Blair) je svetica modernoga doba - poput Ingrid Bergman u Europi '51 (eng. Europa '51) a na jedan način i poput Charlie u Ulicama zla. Ja volim prvog Egzorcistu, zbog katoličke krivnje koju osjećam a i zbog toga što me je na mrtvo prestrašio; no Heretik ga nadilazi. Možda Boorman nije uspio istaknuti ono bitno, no film svejedno zaslužuje bolje no što je prošao."
Film je nepovratno oštetio karijeru Linde Blair, koja je, od jedne od najtraženijih hollywoodskih mladih glumica, spala na glumu u niskobudžetnim eksploatacijskim filmovima. Boorman se nekoliko godina kasnije, s uspješnim Excaliburom, financijski oporavio a serijal filmova Egzorcist je u tom vremenu konačno dobio konvencionalniji i publici bliži nastavak pod imenom Egzorcist 3 (1990.), koji je nastao Blattyevom prilagodbom vlastitog romana po imenu Legija (eng. Legion). 

## Nedosljednosti
Egzorcist 2: Heretik posjeduje mnogo propusta i različitosti u odnosu na prvi film. Naime, čini se da crkva postumno optužuje oca Merrina za herezu zbog toga što je izveo ritual egzorcizma nad Megan - pa ipak, u prvom filmu, crkva ne samo da je službeno odobrila egzorcizam, već je za njega baš i odabrala Merrina. Također, tijekom trajanja cijelog filma, oca Merrina likovi često spominju kao onog koji je spasio Megan, pa ipak nigdje se ne spominje otac Karras (koji zapravi i jest spasio Megan).

## Vanjske poveznice
- Egzorcist 2: Heretik u internetskoj bazi filmova IMDb-a
- Egzorcist 2: Heretik  Arhivirana inačica izvorne stranice od 17. veljače 2021. (Wayback Machine) na All Movie Guide profilu